# Александрова, Зинаида Евгеньевна
Зинаи́да Евге́ньевна Алекса́ндрова (урождённая Ган; 8 мая 1913 — 2006) — советская переводчица английской литературы, кандидат филологических наук, член Союза писателей СССР с 1963 года. Автор многократно переиздававшейся книги «Словарь синонимов русского языка. Практический справочник».
Переводы З. Е. Александровой отличаются высоким профессиональным уровнем и яркой художественностью. В их числе: «Личные воспоминания о Жанне д'Арк» Марка Твена, «Франкенштейн» Мэри Шелли, «Зимовка во льдах» Жюля Верна.

## Биография
Дочь Евгения Ипполитовича Гана, экономиста, лектора Института народного хозяйства, автора книги «Теория и практика сельскохозяйственной контрактации» (1930).
Окончила в 1933 году Московский государственный Институт иностранных языков (переводческое отделение), затем в 1940 году аспирантуру МИФЛИ, успешно защитила кандидатскую диссертацию на тему: «Язык и стиль Теккерея». Публиковалась как переводчик с 1935 года. Кроме английского, владела французским и польским языками.

## Список писателей, переведённых Александровой
Некоторые произведения из нижеприведенного списка переведены в соавторстве. Источник:
- Джордж Гордон Байрон: «Дневники и письма», «Из „Разрозненных мыслей“», «Кефалонский дневник»
- Уильям Брэдфорд: «История поселения в Плимуте»
- Фрэнсис Бэкон: «Новая Атлантида», «Опыты нравственные и политические»
- Жюль Верн: «Зимовка во льдах»
- Чарльз Диккенс: «Как попасть в общество»
- Агата Кристи: «Фокус с зеркалами», «Отравленное перо», «Убийца учится у фокусника»
- Пенелопа Лайвли: «Призрак Томаса Кампе»
- Джек Лондон: «Отступник», рассказы
- Юэн Макколл: «Поезд можно остановить»
- Славомир Мрожек: «Счастливое событие»
- Эдвард Олби: «Шаткое равновесие»
- Эдгар По: стихотворения, рассказы
- Вальтер Скотт: «Обручённая», «Эдинбургская темница»
- Марк Твен: «Личные воспоминания о Жанне д'Арк»
- Уильям Теккерей: «Записки лакея», «Из записок желтоплюша», «Ревекка и Ровена»
- Родольф Тёпфер: «Большой Сен-Бернар», «Путь за океан», «Страх», «Трианская долина»
- Генри Дэвид Торо: «Уолден, или Жизнь в лесу», «Ктаадн»
- Генри Хоум, «Основания критики. Трактат по эстетике»
- Уильям Дин Хоуэллс: «Возвышение Сайласа Лафэма»
- Мэри Шелли: «Франкенштейн»
- Перси Биши Шелли: «Бессмертный», эссе
- Ричард Бринсли Шеридан: «Поездка в Скарборо»
- Бернард Шоу: пьесы и эссе